# Kabriolet
En kabriolet er en tohjulet, enkeltspændt letvægtsvogn med en kaleche (et tag) over sædet; normalt trukket af en hest. Denne type vogn har givet navn til åbne biler, se cabriolet.